# Fonti per la storia d'Italia
Le Fonti per la Storia d'Italia erano una collana pubblicata in 118 volumi dal 1887 al 1993 a Roma  dall'Istituto storico italiano per il Medio Evo. Insieme con i Rerum Italicarum scriptores (pubblicati sempre dall'ISIME), costituiscono l'edizione più ampia di fonti italiane del Medioevo. Dal 1994  il lavoro editoriale dell'ISIME è proseguito con la pubblicazione delle Fonti per la Storia dell'Italia medievale, con le sezioni Antiquitates, Regesta Chartarum, Rerum Italicarum Scriptores III serie, Rerum Italicarum Scriptores II serie, Storici italiani dal Cinquecento al Millecinquecento, Subsidia.